# Turneria bidentata
Turneria bidentata é uma espécie de formiga do gênero Turneria.